# Mike D'Antonio
Michael „Mike” D'Antonio (ur. 19 maja 1973) – amerykański basista, grafik.

## Kariera
Urodził się 19 maja 1973. Jest pochodzenia włoskiego. Kształcił się w szkole średniej o profilu technicznym. Przede wszystkim planował karierę grafika względnie artysty. Do świata muzyki zbliżył się, jako że jego znajomi potrzebowali osoby wykonującą projekty graficzne. W latach 90. grał w zespole Overcast. Współzałożyciel i od 1999 wieloletni członek grupy Killswitch Engage, grający na gitarze basowej. Stworzył też projekt muzyczny Death Ray Vision (prócz niego wszedł do składu wokalista Brian Fair z Shadows Fall i gitarzysta Pete Cortese z Overcast i Seemless).
W początkach kariery w KsE udzielał też lekcji gry na gitarze. Prowadzi też firmę projektową DarkicoN Design. Stworzył wszystkie okładki płyt Killswitch Engage oraz innych formacji, a także loga, wzory koszulek, prace dla festiwali i inne projekty graficzne. Jako wpływających na niego grafikow wspomniał Davida Carsona, Travisa Smitha. Jak sam przyznał w 2009, jest bardziej grafikiem niż muzykiem.
Za swój ulubiony zespół muzyczny ogólnie uznał The Cure. Pomimo generalnej inspiracji dla KsE zespołami z nurtu melodic death metal on sam preferuje reprezentantów hardcore np. Leeway, Cro-Mags, Bad Brains, Agnostic Front, Madball, Judge. Jako basistów inspirujących go wymienił Harleya Flanagana z Cro-Mags i Steve’a Harrisa z Iron Maiden.
Używa gitar marki Ibanez, początkowo modelu SRX700, potem MDB. Około 1991 przeszedł na wegetarianizm. Jest żonaty.
W 2016 przyznał, że tworząc artystyczne grafiki dobiera rodzaj odrażających modeli (podobnie jak robił to David Carson), a w 2025 zapewnił, że okładkę albumu KsE pt. This Consequence nie została wytworzona za sprawą sztucznej inteligencji i jest to jego własna praca.

## Dyskografia
Overcast
- Expectational Dilution (1994)
- Begging For Indifference (1996)
- Fight Ambition The Kill (1994)

Killswitch Engage
- Killswitch Engage (2000)
- Alive or Just Breathing (2002)
- The End of Heartache (2004)
- As Daylight Dies (2006)
- Killswitch Engage (2009)
- Disarm the Descent (2013)
- Incarnate (2016)
- Atonement (2019)
- Atonement (2019)
- This Consequence (2025)

Death Ray Vision
- Get Lost Or Get Dead (2011)
- We Ain’t Leavin’ Till You’re Bleedin (2013)
- Negative Mental Attitude (2018)

Kompilacja
- Roadrunner United – The All-Star Sessions (2005) w utworach "In the Fire", "Blood & Flames", "I Don't Wanna Be (A Superhero)"

## Grafika
- Kingpin – Holding Tomorrow 7" (1991)
- Overcast – Bleed Into One (1992)
- Overcast – Demo kaseta (1993)
- Overcast – Expectational Dilution (1994)
- Overcast – Stirring the Killer (1992)
- Overcast – Begging For Indifference (1996)
- Overcast – Fight Ambition The Kill (1997)
- Disembodied – Diablerie (1997)
- Fortydaysrain – Fortydaysrain (1997)
- Fortydaysrain – Temptation Of Our Own Demise (1998)
- 7th Rail Crew – Static (1998)
- Bloodjinn – To Bleed The Demon (1999)
- Blood Has Been Shed – I Dwell On Thoughts Of You (1998)
- Diecast – Undo The Wicked (1998)
- Day Of Mourning – Reborn As The Enemy (1998)
- Grimlock – Crusades Of Reality (1998)
- Bloodjinn – To Bleed The Demon (1999)
- Disembodied – Heretic (1999)
- Unearth – Above The Fall Of Man (1999)
- For The Love Of... – In Consequence (1999)
- Godbelow – Painted Images With The Blood Of... (1999)
- Godbelow – 7" Vinyl (?)
- Pitboss 2000 – Booty Crew (2000)
- Heaven Shall Burn – Asunder (2000)
- All Else Failed – In Times Of Desperation (2000)
- Killswitch Engage – Demo kaseta (?)
- Killswitch Engage – Killswitch Engage (2000), oraz fotografie
- Undying / Unearth – Split (2000)
- Unearth – The Stings of Conscience (2001), logo
- The Espresso Bar – kompilacja (2001)
- Shadows Fall – The Art Of Balance (2002)
- All That Remains – Behind Silence and Solitude (2002)
- Killswitch Engage – Alive or Just Breathing (2002)
- Grimlock – Crusher (2003)
- Lifeless Records – A Treasury Of Sorrow (2003)
- All That Remains – This Darkened Heart (2004)
- Killswitch Engage – The End Of Heartache (2004)
- Killswitch Engage – Set This World Ablaze (2005)
- Killswitch Engage – As Daylight Dies (2006)
- Baptized In Blood – Baptized In Blood (2006)
- Caliban – The Undying Darkness (2006)
- All That Remains – Live DVD (2007)
- Overcast – Reborn To Kill Again (2008)
- Killswitch Engage – Holy Diver (2009)
- Killswitch Engage – Killswitch Engage (2009)
- Day Of Mourning – Your Future's End (2009)
- Thy Will Be Done – In Ancient of Days (2009), logo
- Defiler – Pangea (2010)
- Crowbar – The Cemetery Angels (2010)
- Crowbar – Sever The Wicked Hand (2011)
- Crowbar – Let Me Mourn (2011)
- Birch Hill Dam – Colossus (2011)
- Chromium – Chromium (2011)
- Unearth – Darkness in the Light (2011)
- Burning The Memory – Affirmations (2011)
- Acaro – The Disease Of Fear (2011)
- All That Remains / Jasta – Split 7" (2011)
- Cocked N Loaded – Friction (2011)
- Killswitch Engage – Disarm the Descent (2013)
- Diary of Destruction – Dark Road to Recovery (2013)
- Archelaos – Serenity (2013)
- The Prowl – Cobwebs (2013)
- Age Of End – Torn And Severed (2013)
- Chromium – Bloodlust (2013)
- In The Trench – Product Of The Struggle (2013)
- Killswitch Engage – The New Awakening (2013)
- Killswitch Engage – In Due Time (2013)
- Killswitch Engage – Disarm The Descent (2013)
- Death Ray Vision – Get Lost Or Get Dead (2013)
- Death Ray Vision – We Ain’t Leavin’ Till You’re Bleedin (2013)
- Illumina A.D. – Tapestry of Lies (2014)
- Overcast – Only Death Is Smiling 1991-1998 (2015)
- 36 Crazyfists – Time And Trauma (2015)
- Killswitch Engage – Incarnate (2016)
- Armored Saint – Carpe Noctum (2016)
- Serpentine Dominion – Serpentine Dominion (2016)
- Jasta – The Immortal (2017)
- Armored Saint – Carpe Noctum (2017)
- Killswitch Engage – Atonement (2019)
- Meltdown – Deadringer (2019)
- The Last Season – Called It Civilization (2020)

Inne
- Through My Pride – 7" Vinyl (?)
- Artificial Incineration – The Study Of Icons (?)
- NEMHF 7 – Sampler CD (?)
- Roadrunner Records – Between A Rock Sampler CD (?)
- Roadrunner Records – Annual Assault Sampler CD (?)
- Metal Hammer Magazine – The Razor Sampler CD (?)
- Cyrios – In Transit (?)